# مهدي جعفر بور
مهدي جعفر بور (20 أغسطس 1984 بقائم شهر في إيران - ) هو لاعب كرة قدم إيراني في مركزي الظهير والوسط. لعب مع نادي باس طهران ونادي برسبوليس ونادي راه آهن ونادي سايبا ونادي سباهان أصفهان ونادي شهرداري تبريز ونادي مشكي بوشان.

## وصلات خارجية
- مهدي جعفر بور على موقع قاعدة بيانات كرة القدم.إي يو (الإنجليزية)